# Centro Penitenciario Abierto de Lérida
El Centro Penitenciario Abierto de Lérida es una prisión de la Generalidad de Cataluña situada en el municipio de Lérida,  
España.